# Carolina Brid
Carolina del Carmen Brid Cerrud (Ciudad de Panamá, 4 de julio de 1990) es una modelo, comunicadora y activista social panameña, fundadora y directora creativa de la línea de ropa Carolina Brid Collection , conocida por ser la ganadora de diversas coronas como Miss Turismo Panamá 2011, Miss Tourism Metropolitan International 2011 y Miss Panamá 2013 para Miss Universo 2013.

## Biografía
Egresó del Instituto Italiano Enrico Fermi con bachiller en Ciencias y letras, habla tres idiomas: español, inglés e italiano. Durante sus años en dicho colegio formó parte del equipo de basquetbol, destacándose en este deporte. En su juventud también practicó el arte marcial Taekwondo, recibiendo medallas y honores por sus habilidades en el combate. Más adelante, formó parte de la asociación Panamá libre de Bullying, donde colaboró con diferentes escuelas a nivel nacional hablando sobre el acoso escolar y compartiendo distintas formas de defensa personal a los jóvenes.
Se graduó en la universidad Latina donde obtuvo la licenciatura de negocios internacionales con énfasis en mercadeo y periodismo con técnico en comunicaciones en Washington D. C., Estados Unidos. Posteriormente hizo una especialidad en relaciones públicas y diplomáticas incorporándose así al mundo de las relaciones internacionales, trabajando con diferentes embajadas como la de Francia, Israel, Catar, Colombia, Estados Unidos entre otras.
Actualmente Carolina forma parte de la red internacional de mujeres feministas católicas, avalada por la academia de líderes católicos y tiene un diplomado de la universidad de Boston en el campo Mujer en la vida pública: Feminismo, igualdad de género e identidad. Carolina es la mayor influencer de la Fe católica en Panamá.

## Comunicación, Moda y Belleza con propósito.
En el 2018, fue convocada como el único medio de comunicación y fashion influencer de su país para presenciar la semana de la moda en Francia, celebrado en Paris, compartiendo en dichos eventos con reconocidas Blogger de la moda como Camila Coelho y Olivia Palermo. Actualmente es la embajadora y modelo de la marca L’Oréal en Panamá.
Su pasión por la moda y sus convicciones de Fe, la llevaron a crear una línea de camisetas junto a la prestigiosa marca colombiana TASHI. La colección tenía como propósito vestir a mujeres con la tendencia sporty chic y a la vez mandar un mensaje de amor para Panamá y el mundo: “Dios Nos Ama”. Las utilidades de dicha colaboración fueron entregadas a la fundación JMJ Panamá.
En el 2022 Carolina saca su propia firma de moda esta vez nombrada Carolina Brid Collection, siendo ella la fundadora y directora creativa de una línea de ropa para mujeres. Los diseños son conjuntos y vestidos que están en tendencia y se ajustan a las necesidades de cada clienta, resaltando la dignidad de la mujer y sus atributos de una manera elegante y con estilo. 

## Activismo Social y Labor Humanitaria.
Carolina es una de las principales referencias panameñas relacionadas con el altruismo, los encuentros ecuménicos y la responsabilidad Social.
En el 2018 inicia el movimiento la belleza de la Fe, donde reúne a mujeres que profesan diferentes religiones y abre espacios al diálogo, educación y respeto por los derechos a vivir una Fe en libertad y dignidad. Actualmente es la embajadora y vocera de Aldeas SOS Panamá asociación no gubernamental que reconoce, promueve y respeta los Derechos Humanos de niños, adolescentes, en el marco de la Convención sobre los Derechos del Niño (CDN) y las Directrices ONU sobre las Modalidades Alternativas de Cuidado y promueve especialmente el derecho de los niños y niñas a vivir en familia.Miss Universe 2013
Carolina representó a Panamá en la edición n. 62 del Miss Universo 2013, donde no logró colocarse en el grupo de finalistas.

## Embajadora y voluntaria de la JMJ Panamá 2019
Su devoción y convicciones de fe, esparciendo el evangelio y los valores de la iglesia católica en sus redes sociales y en canales de televisión, la llevaron a ser elegida como la embajadora de la jornada mundial de la juventud (JMJ) 2019, celebrado en Panamá. Carolina también participó como voluntaria activa en el sector de mercadeo y comunicación, siendo también una de la presentadora de dicho evento donde su país recibió la visita del sumo pontífice el papa Francisco.
Meses después viaja a Roma invitada al congreso “Familia e povertá relazionale” organizado por 3 entidades: Instituto Juan Pablo II (Roma), La UCAM (España) y el CIDF Centro internacional de Estudio sobre la Familia (Italia) en dicho congreso contaron con la presencia del Papa Francisco.

## Presentadora
En el 2013 Carolina debuta en el mundo de la televisión, siendo presentadora de noticias, en el programa de análisis político ECO 360.
En el 2016, gracias a sus habilidades y carisma frente a la pantalla, se incorpora al programa social – empresarial más importante de la TV panameña: Mundo Social. Y finalmente en el 2019 asume el papel de presentadora y vocera en el programa católico JMJ EL RETO DE TODOS por FETV, que relataba todas las noticias de la jornada mundial de la juventud.

## Miss Tourism International 2011
En el año 2011, representando a la provincia de Veraguas, Carolina obtuvo el título de Miss Turismo Panamá 2011. Fue una noche donde superó a diversas concursantes de amplia trayectoria en el mundo del modelaje y los concursos de belleza. Su preferencia hacia Veraguas reside que su familia es oriunda de esa provincia.
Inmediatamente llamó la atención por su porte, estatura y elegancia. Su rostro combina facciones exóticas, entre latinas y orientales, sumado a una piel blanca que contrasta con su negra cabellera. Brid tiene su propio estilo que combina la sensualidad y el glamour con un toque de garbo y fineza, sin olvidar el "picante" que caracteriza a las latinas.
El haber ganado el Miss Turismo Panamá le da la oportunidad de participar en el concurso Miss Tourism International 2011 en Malasia, donde cada representante pasa por distintos escenarios asiáticos promoviendo el turismo de sus países. Nuevamente llama la atención de forma poderosa al ser una de las candidatas de mayor tamaño, por su dominio al hablar en público y su carisma e inteligencia al exponer de su patria. Debido a su belleza, Carolina gana el premio a miss Elegancia y Miss Glamour y se coloca como una de las favoritas del público, la prensa nacional de ese país y la prensa internacional. Finalmente, Brid queda de primera finalista, por lo que se le otorga el título de (Miss Tourism Metropolitan 2011). Posteriormenterecibe contrato de modelaje y reside una temporada entre Malasia, Tailandía y Singapore.

## Miss Panamá 2013
Luego de entregar el título de Miss Tourism Metropolitan, se decide a competir en el certamen máximo de la belleza panameña, el Miss Panamá 2013. Tras un casting de más de 900 chicas, logra entrar al cuadro de 13 finalistas y gana el derecho de ser Miss Veraguas 2013, representando nuevamente a esta central provincia. Carolina vuelve a llamar la atención nacional e internacional por su trayectoria como ganadora de certámenes y por su estatura, (1.81 m) convirtiéndose en la favorita a la corona. Expertos en la materia la colocaban en sus top. De hecho, la página especializada Miss Panamá Uniworld en Facebook realizó un concurso virtual en la que 30 jurados de 22 países votaban por el top 6 final del Miss Panamá. Finalmente, el martes 30 de abril, en el Teatro Anayansi del Centro de Convenciones Atlapa, Carolina Brid logra ganar el título de Miss Panamá 2013.
Carolina representó a Panamá en la edición n. 62 del Miss Universo 2013, siendo una de las candidatas favoritas hasta por el Zar de la belleza Osmel Sousa. Finalmente queda entre las 17 finalistas.